# Naghash Hovnatan
Naghash Hovnatan (en armenio: Նաղաշ Հովնաթան; 1661, Shorot, Nakhijevan, Safavid Irán-1722, Shorot) fue un poeta armenio, ashugh, pintor y fundador de la familia artística Hovnatanian. Se lo considera el fundador de la nueva escuela de juglares armenios, siguiendo la poesía lírica armenia medieval.

## Biografía

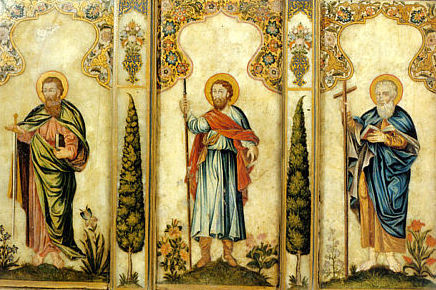
El trabajo de Naghash Hovnatan en la Catedral de Etchmiadzin

Hovnatan nació en una familia sacerdotal en Nakhijevan (en ese momento parte de la provincia de Eriván en el Imperio Safavid) en el pueblo de Shorot. Estudió en el Monasterio de Santo Tomás en Agulis. Hovnatan pasó la mayor parte de su vida en Tbilisi y Ereván y es considerado uno de los representantes más destacados de la poesía armenia secular de finales de la Edad Media; su obra es la más parecida a la de los ashik. En 1710 se trasladó a Tbilisi, donde, además de pintor, se convirtió en ashik de la corte. Hovnatan fue autor de más de un centenar de canciones y odas satíricas, románticas, para beber y edificantes o admonitorias.
Como pintor, Hovnatan emprendió la decoración interior de la Catedral de Etchmiadzin en 1712, que se completó en 1721. El apodo «naghash» significa «pintor» en persa.
En 1983, se publicó en Ereván una colección de sus poemas en armenio.